# Municipio de Shawnee (Kansas)
El municipio de Shawnee (en inglés: Shawnee Township) es un municipio ubicado en el condado de Cherokee en el estado estadounidense de Kansas. En el año 2010 tenía una población de 461 habitantes y una densidad poblacional de 5,08 personas por km².

## Geografía
El municipio de Shawnee se encuentra ubicado en las coordenadas 37°10′2″N 94°40′26″O / 37.16722, -94.67389. Según la Oficina del Censo de los Estados Unidos, el municipio tiene una superficie total de 90.75 km², de la cual 90,29 km² corresponden a tierra firme y (0,5 %) 0,45 km² es agua.

## Demografía
Según el censo de 2010, había 461 personas residiendo en el municipio de Shawnee. La densidad de población era de 5,08 hab./km². De los 461 habitantes, el municipio de Shawnee estaba compuesto por el 91,54 % blancos, el 0,87 % eran afroamericanos, el 3,25 % eran amerindios, el 0,65 % eran asiáticos, el 1,08 % eran isleños del Pacífico y el 2,6 % eran de una mezcla de razas. Del total de la población el 1,08 % eran hispanos o latinos de cualquier raza.